# Catacumbes de París
Les Catacumbes de París (en francès Les Catacombes) és un dels cementiris més famosos de París, França. Consisteix en una xarxa de túnels i cambres subterranis localitzats on, durant l'era romana, hi havia mines de pedra calcària. Les mines van ser convertides en un cementiri comú a la fi del segle xviii.

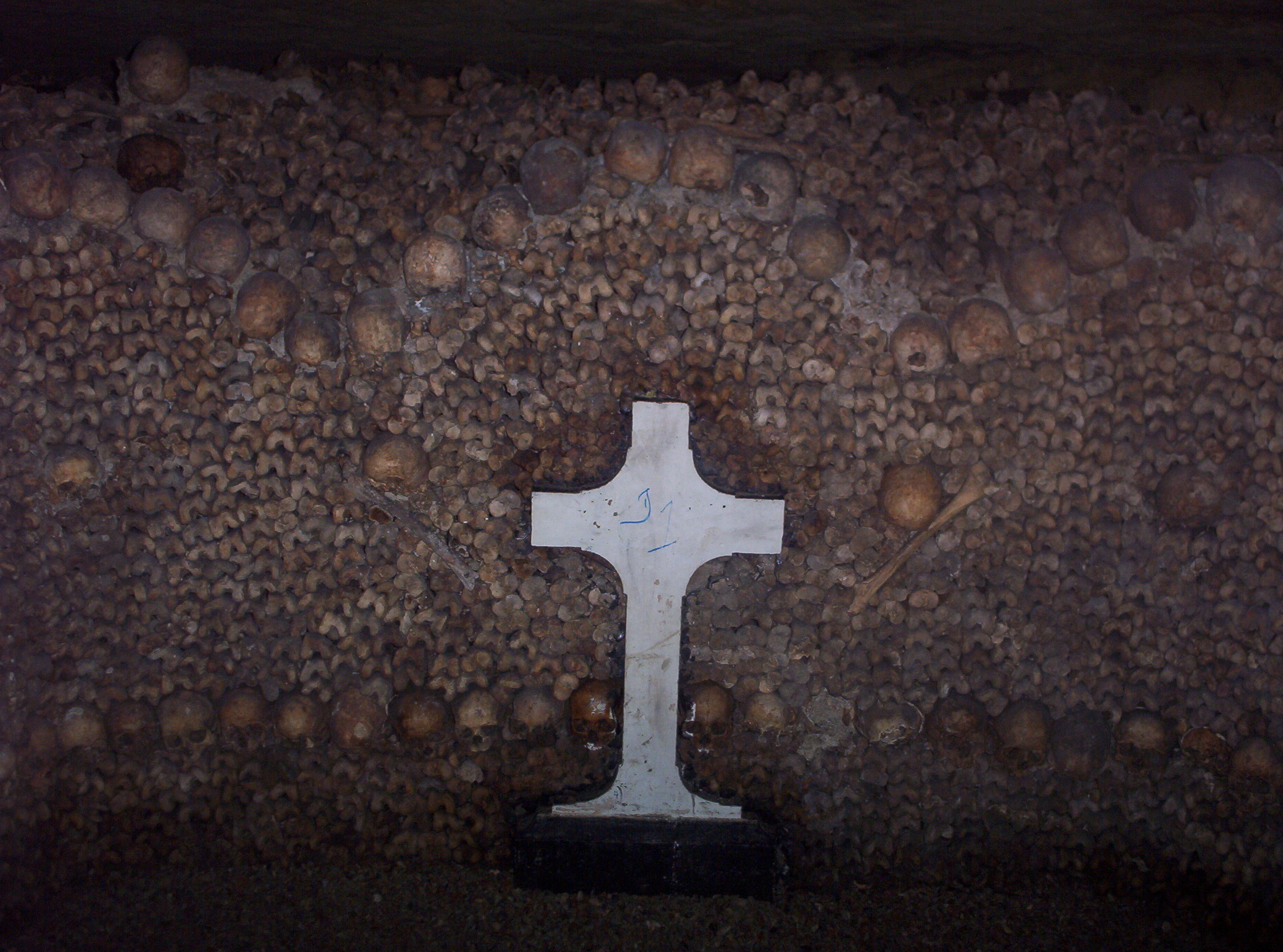
Imatge de les catacumbes.

El seu nom oficial és "les carrières de Paris", en francès, però són àmpliament conegudes com "les catacumbes". Encara que la seva visita oficial solament comprèn les mines del catorzè "arrondissement", o districte, també hi ha mines als districtes cinquè, sisè, dotzè, tretzè, quinzè i setzè.

## Història
L'ús d'aquestes desgastades mines, per a l'emmagatzematge d'ossos humans, va ser establert el 1786 per Monsieur Thiroux de Crosne, tinent general de la policia, i per Monsieur Guillaumont, inspector general de les mines; tot això degut principalment a l'excés de restes humanes que omplien els cementiris de la ciutat; a la vegada, el districte de Les Halles patia de malalties degudes a la contaminació pel maneig inadequat d'aquests cadàvers, especialment en el cimetière des Saints-Innocents (Cementiri dels Sants Innocents).
Restes provinents del cementiri Saint Nicolas des Champs van ser els primers a ser traslladats. Cadàvers de les morts causades per desordres a la Plaça de la Grève, l'Hôtel de Brienne i la Rue Meslée, van ser posats en les catacumbes el 28 i 29 d'agost del 1788.
Aproximadament 15 mesos van ser necessaris per traslladar milions d'ossos provinents de multitud de cementiris, la qual cosa es duia a terme durant les nits, creuant la ciutat en carruatges, finalitzant en la dècada del 1870, acumulant les restes d'aproximadament 6 milions de parisencs.
Les parets de les catacumbes estan cobertes per grafits, que daten des del segle xviii endavant. Victor Hugo va basar la seva cèlebre novel·la Els miserables en el coneixement que posseïa sobre el sistema de túnels que comprenen les catacumbes. El 1871 la comuna de París va assassinar un grup de monàrquics en una de les càmeres. Durant la Segona Guerra Mundial membres parisencs de la Resistència francesa van utilitzar aquest sistema de túnels. D'igual manera, durant aquest període, soldats alemanys van establir un búnquer subterrani en les catacumbes, sota Lycée Montaigne, una escola secundària en el sisè arrondissement.

## En la cultura popular

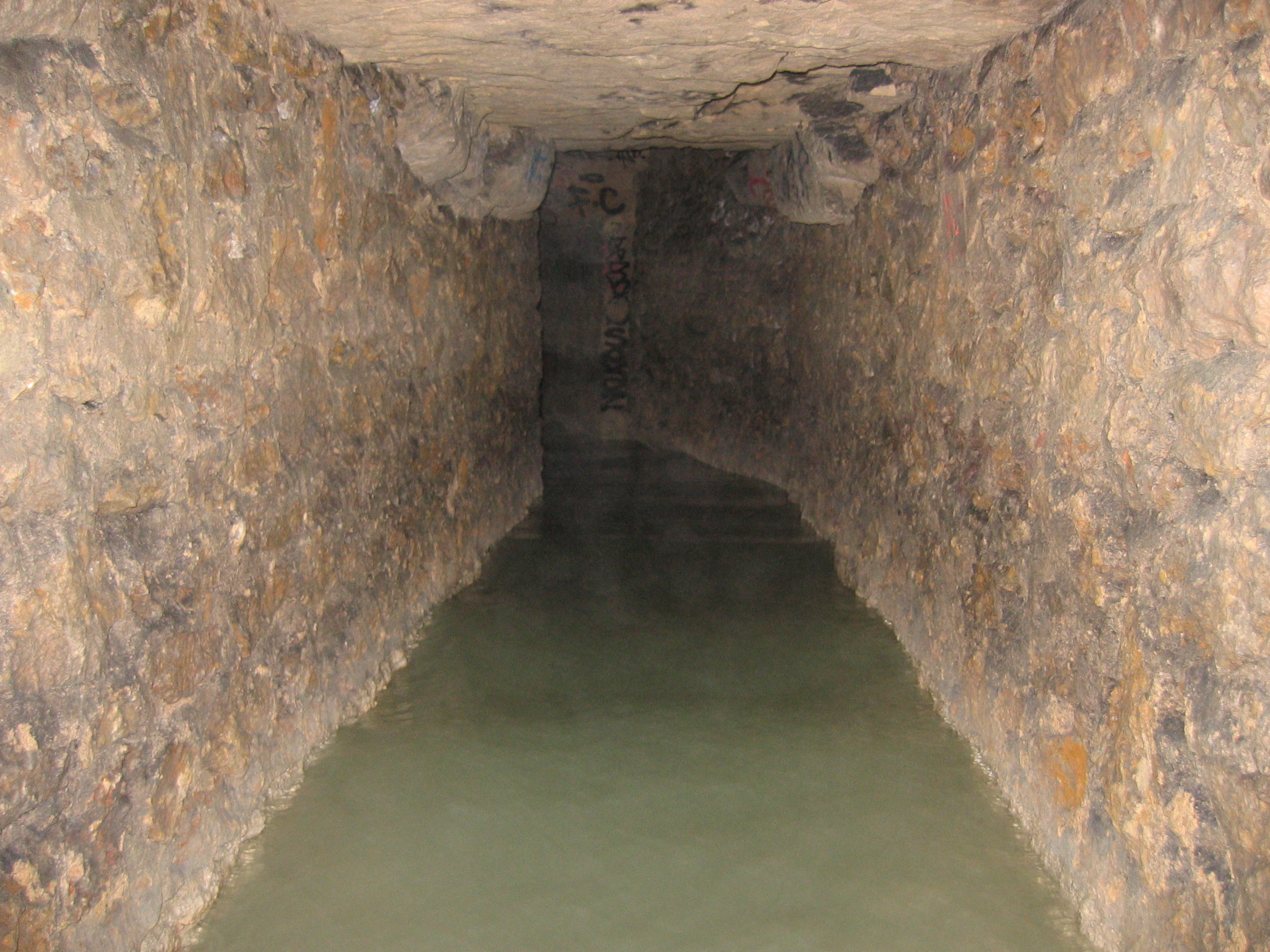
Porció de la "Rue de la Voie Verte" parcialment inundada.

- A la novel·la de Rick Riordan Les 39 pistes, les coordenades d'un mapa de la propera pista estan ocults en els cranis.
- En la novel·la El pèndol de Foucault, d'Umberto Eco, les catacumbes eren el lloc de descans d'un pergamí en relació amb els Cavallers Templers.
- A la novel·la de Wells Robison la falsificació, les catacumbes són la ubicació d'un lloc de trobada dels Illuminati. Els personatges principals, Eric i Rebeca, són guiats a través de les catacumbes per tres cataphiles.
- A la novel·la de Jennifer Donnelly, Revolució, les catacumbes són un dels escenaris principals de la trama.
- La pel·lícula  Catacumbes 2007  es troba en les catacumbes.
- A la pel·lícula de Disney El geperut de Notre Dame, les catacumbes són utilitzats pel capità Phoebus Quasimodo i trobar a la Cort dels Miracles.
- Les Catacumbes apareixen en el vídeo joc de  Deus Ex , en una París controlada per Majestic 12.
- Un nivell en el shooter en primera persona "Medal of Honor: Underground" es troba en les catacumbes durant la Segona Guerra Mundial.
- Un capítol de la història del shooter en tercera persona "Resistance Retribution" per PSP és desenvolupat en les catacumbes.
- En l'àlbum "El cas del collaret" de Blake & Mortimer, els gàngsters a les ordres del coronel Olrik les usen per desplaçar-se per la ciutat sense ser vistos. També tenen aquí el seu cau, en una antiga caserna de la Resistència Francesa.
- A la novel·la d'Anne Rice "Lestat el Vampir", una assemblea de vampirs s'amaga en aquestes catacumbes, liderats pel vampir Armand, i apareixent diverses vegades al llarg de la història.
- En el videojoc "Call of duty Modern Warfare 3" en la missió "La dama de ferro" hi ha una part que transcorre a les catacumbes de París.
- En el videojoc "Midnight Club 2", a l'escenari de Paris, també pots passar amb el cotxe per les catacumbes i trencant les barreres de cranis i ossos pots passar a camins ocults.

## Actualitat
En l'actualitat (any 2007), els ossos estan acomodats en forma de "muralla", decisió presa per l'Inspector General de Pedreres en aquell moment, on es poden trobar plaques identificant la procedència dels ossos i fins i tot petits altars contenint epitafis en llatí.
Només aproximadament un quilòmetre i mig de les catacumbes, dels més de 300 en total, es troba obert al públic com una visita "turística", és a causa del cas que no fa molts anys, les autoritats parisenques van descobrir que a l'interior d'aquestes catacumbes es practicaven rituals sinistres, com misses negres.
El sistema de túnels és massa complex, i tot i que aquests posseeixen plaques per identificar sota quin carrer es troba el visitant, és molt fàcil perdre's en el trajecte; hi ha passadissos massa estrets i baixos, alguns dels quals s'inunden fàcilment; per aquesta raó, els visitants han de comptar amb l'ajuda d'un guia. A causa d'aquests perills potencials, des del 2 de novembre del 1955 es considera il·legal tota visita sense escorta oficial, la qual cosa, si no es compleix, pot comportar una multa de 60 euros imposada pels  cataflics  o policia especial que patrulla les catacumbes.
No obstant això, existeixen entrades secretes al llarg de París, el que permet ingressar a les catacumbes mitjançant dels embornals, el metro, etc. En rares però perilloses ocasions les persones fan ús d'aquests accessos per entrar-hi.